# 대한민국의 고속철도 정차역 목록
대한민국의 고속철도 정차역 목록은 다음과 같다.

## 가나다 순
| 한글 역명  | 영문 역명         | 한자 역명  | 승차가 가능한 열차 | 승차가 가능한 열차 | 승차가 가능한 열차 | 승차가 가능한 열차 | 승차가 가능한 열차 | 운행 개시일      | 운행 노선                                 | 소재지                |
| 한글 역명  | 영문 역명         | 한자 역명  | KTX                | KTX-산천           | KTX-이음           | KTX-청룡           | SRT                | 운행 개시일      | 운행 노선                                 | 소재지                |
| ---------- | ----------------- | ---------- | ------------------ | ------------------ | ------------------ | ------------------ | ------------------ | ---------------- | ----------------------------------------- | --------------------- |
| 가남       | Ganam             | 加南       | ×                  | ×                  | ○                  | ×                  | ×                  | 2021년 12월 31일 | 중부내륙선                                | 경기도 여주시         |
| 감곡장호원 | Gamgok-Janghowon  | 甘谷長湖院 | ×                  | ×                  | ○                  | ×                  | ×                  | 2021년 12월 31일 | 중부내륙선                                | 충청북도 음성군       |
| 강릉       | Gangneung         | 江陵       | ×                  | ×                  | ○                  | ×                  | ×                  | 2017년 12월 22일 | 강릉선                                    | 강원특별자치도 강릉시 |
| 경산       | Gyeongsan         | 慶山       | ○                  | ○                  | ×                  | ×                  | ×                  | 2013년 1월 1일   | 경부선 경전선                             | 경상북도 경산시       |
| 경주       | Gyeongju          | 慶州       | ○                  | ○                  | ×                  | ×                  | ○                  | 2010년 11월 1일  | 경부선                                    | 경상북도 경주시       |
| 계룡       | Gyeryong          | 鷄龍       | ○                  | ○                  | ×                  | ×                  | ×                  | 2004년 7월 15일  | 호남선 전라선                             | 충청남도 계룡시       |
| 곡성       | Gokseong          | 谷城       | ○                  | ○                  | ×                  | ×                  | ×                  | 2011년 10월 5일  | 전라선                                    | 전라남도 곡성군       |
| 공주       | Gongju            | 公州       | ○                  | ○                  | ×                  | ×                  | ○                  | 2015년 4월 2일   | 호남선 전라선                             | 충청남도 공주시       |
| 광명       | Gwangmyeong       | 光明       | ○                  | ○                  | ×                  | ×                  | ×                  | 2004년 4월 1일   | 경부선 경전선 동해선 호남선 전라선        | 경기도 광명시         |
| 광주송정   | Gwangju-Songjeong | 光州松汀   | ○                  | ○                  | ×                  | ○                  | ○                  | 2004년 4월 1일   | 호남선                                    | 광주광역시 광산구     |
| 구례구     | Guryegu           | 求禮口     | ○                  | ○                  | ×                  | ×                  | ×                  | 2011년 10월 5일  | 전라선                                    | 전라남도 순천시       |
| 구포       | Gupo              | 龜浦       | ○                  | ○                  | ×                  | ×                  | ×                  | 2004년 4월 1일   | 경부선                                    | 부산광역시 북구       |
| 김제       | Gimje             | 金堤       | ○                  | ○                  | ×                  | ×                  | ×                  | 2004년 4월 1일   | 호남선                                    | 전북특별자치도 김제시 |
| 김천(구미) | Gimcheon(Gumi)    | 金泉龜尾   | ○                  | ○                  | ×                  | ×                  | ○                  | 2010년 11월 1일  | 경부선                                    | 경상북도 김천시       |
| 나주       | Naju              | 羅州       | ○                  | ○                  | ×                  | ×                  | ○                  | 2004년 4월 1일   | 호남선                                    | 전라남도 나주시       |
| 남원       | Namwon            | 南原       | ○                  | ○                  | ×                  | ×                  | ○                  | 2011년 10월 5일  | 전라선                                    | 전북특별자치도 남원시 |
| 논산       | Nonsan            | 論山       | ○                  | ○                  | ×                  | ×                  | ×                  | 2004년 4월 1일   | 호남선 전라선                             | 충청남도 논산시       |
| 단양       | Danyang           | 丹陽       | ×                  | ×                  | ○                  | ×                  | ×                  | 2021년 1월 5일   | 중앙선                                    | 충청북도 단양군       |
| 대전       | Daejeon           | 大田       | ○                  | ○                  | ×                  | ○                  | ○                  | 2004년 4월 1일   | 경부선 경전선 동해선                      | 대전광역시 동구       |
| 덕소       | Deokso            | 德沼       | ×                  | ×                  | ○                  | ×                  | ×                  | 2022년 7월 31일  | 강릉선                                    | 경기도 남양주시       |
| 동대구     | Dongdaegu         | 東大邱     | ○                  | ○                  | ×                  | ○                  | ○                  | 2004년 4월 1일   | 경부선 경전선 동해선                      | 대구광역시 동구       |
| 동탄       | Dongtan           | 東灘       | ×                  | ×                  | ×                  | ×                  | ○                  | 2016년 12월 9일  | 경부선 호남선                             | 경기도 화성시         |
| 동해       | Donghae           | 東海       | ×                  | ×                  | ○                  | ×                  | ×                  | 2020년 3월 2일   | 강릉선                                    | 강원특별자치도 동해시 |
| 둔내       | Dunnae            | 屯內       | ×                  | ×                  | ○                  | ×                  | ×                  | 2017년 12월 22일 | 강릉선                                    | 강원특별자치도 횡성군 |
| 마산       | Masan             | 馬山       | ○                  | ○                  | ×                  | ×                  | ○                  | 2010년 12월 15일 | 경전선                                    | 경상남도 창원시       |
| 만종       | Manjong           | 萬鍾       | ×                  | ×                  | ○                  | ×                  | ×                  | 2017년 12월 22일 | 강릉선                                    | 강원특별자치도 원주시 |
| 목포       | Mokpo             | 木浦       | ○                  | ○                  | ×                  | ×                  | ○                  | 2004년 4월 1일   | 호남선                                    | 전라남도 목포시       |
| 묵호       | Mukho             | 墨湖       | ×                  | ×                  | ○                  | ×                  | ×                  | 2020년 3월 2일   | 강릉선                                    | 강원특별자치도 동해시 |
| 물금       | Mulgeum           | 勿禁       | ○                  | ○                  | ×                  | ×                  | ×                  | 2023년 12월 29일 | 경부선                                    | 경상남도 양산시       |
| 밀양       | Miryang           | 密陽       | ○                  | ○                  | ×                  | ×                  | ○                  | 2004년 4월 1일   | 경부선 경전선                             | 경상남도 밀양시       |
| 부발       | Bubal             | 夫鉢       | ×                  | ×                  | ○                  | ×                  | ×                  | 2021년 12월 31일 | 중부내륙선                                | 경기도 이천시         |
| 부산       | Busan             | 釜山       | ○                  | ○                  | ×                  | ○                  | ○                  | 2004년 4월 1일   | 경부선                                    | 부산광역시 동구       |
| 상봉       | Sangbong          | 上鳳       | ×                  | ×                  | ○                  | ×                  | ×                  | 2017년 12월 22일 | 강릉선                                    | 서울특별시 중랑구     |
| 서대구     | Seodaegu          | 西大邱     | ○                  | ○                  | ×                  | ×                  | ○                  | 2022년 3월 31일  | 경부선 경전선                             | 대구광역시 서구       |
| 서대전     | Seodaejeon        | 西大田     | ○                  | ○                  | ×                  | ×                  | ×                  | 2004년 4월 1일   | 호남선 전라선                             | 대전광역시 중구       |
| 서울       | Seoul             |            | ○                  | ○                  | ○                  | ○                  | ×                  | 2004년 4월 1일   | 경부선 경전선 동해선 호남선 전라선 강릉선 | 서울특별시 용산구     |
| 서원주     | Seowonju          | 西原州     | ×                  | ×                  | ○                  | ×                  | ×                  | 2021년 1월 5일   | 중앙선 강릉선                             | 강원도 원주시         |
| 수서       | Suseo             | 水西       | ×                  | ×                  | ×                  | ×                  | ○                  | 2016년 12월 9일  | 경부선 호남선                             | 서울특별시 강남구     |
| 수원       | Suwon             | 水原       | ○                  | ×                  | ×                  | ×                  | ×                  | 2010년 11월 1일  | 경부선                                    | 경기도 수원시         |
| 순천       | Suncheon          | 順天       | ○                  | ○                  | ×                  | ×                  | ○                  | 2011년 10월 5일  | 전라선                                    | 전라남도 순천시       |
| 안동       | Andong            | 安東       | ×                  | ×                  | ○                  | ×                  | ×                  | 2021년 1월 5일   | 중앙선                                    | 경상북도 안동시       |
| 앙성온천   | Angseongoncheon   | 仰城溫泉   | ×                  | ×                  | ○                  | ×                  | ×                  | 2021년 12월 31일 | 중부내륙선                                | 충청북도 충주시       |
| 양평       | Yangpyeong        | 楊平       | ×                  | ×                  | ○                  | ×                  | ×                  | 2017년 12월 22일 | 중앙선 강릉선                             | 경기도 양평군         |
| 여수엑스포 | Yeosu EXPO        | 麗水엑스포 | ○                  | ○                  | ×                  | ×                  | ○                  | 2011년 10월 5일  | 전라선                                    | 전라남도 여수시       |
| 여천       | Yeocheon          | 麗川       | ○                  | ○                  | ×                  | ×                  | ○                  | 2011년 10월 5일  | 전라선                                    | 전라남도 여수시       |
| 영등포     | Yeongdeungpo      | 永登浦     | ○                  | ×                  | ×                  | ×                  | ×                  | 2010년 11월 1일  | 경부선                                    | 서울특별시 영등포구   |
| 영주       | Yeongju           | 榮州       | ×                  | ×                  | ○                  | ×                  | ×                  | 2021년 1월 5일   | 중앙선                                    | 경상북도 영주시       |
| 오송       | Osong             | 五松       | ○                  | ○                  | ×                  | ×                  | ○                  | 2010년 11월 1일  | 경부선 경전선 동해선 호남선 전라선        | 충청북도 청주시       |
| 용산       | Yongsan           | 龍山       | ○                  | ○                  | ×                  | ○                  | ×                  | 2004년 4월 1일   | 호남선 전라선                             | 서울특별시 용산구     |
| 울산       | Ulsan             | 蔚山       | ○                  | ○                  | ×                  | ×                  | ○                  | 2010년 11월 1일  | 경부선                                    | 울산광역시 울주군     |
| 원주       | Wonju             | 原州       | ×                  | ×                  | ○                  | ×                  | ×                  | 2021년 1월 5일   | 중앙선                                    | 강원특별자치도 원주시 |
| 익산       | Iksan             | 益山       | ○                  | ○                  | ×                  | ○                  | ○                  | 2004년 4월 1일   | 호남선 전라선                             | 전라북도 익산시       |
| 장성       | Jangseong         | 長城       | ○                  | ○                  | ×                  | ×                  | ×                  | 2004년 4월 1일   | 호남선                                    | 전라남도 장성군       |
| 전주       | Jeonju            | 全州       | ○                  | ○                  | ×                  | ×                  | ○                  | 2011년 10월 5일  | 전라선                                    | 전북특별자치도 전주시 |
| 정동진     | Jeongdongjin      | 正東津     | ×                  | ×                  | ○                  | ×                  | ×                  | 2020년 3월 2일   | 강릉선                                    | 강원특별자치도 강릉시 |
| 정읍       | Jeongeup          | 井邑       | ○                  | ○                  | ×                  | ×                  | ○                  | 2004년 4월 1일   | 호남선                                    | 전북특별자치도 정읍시 |
| 제천       | Jecheon           | 堤川       | ×                  | ×                  | ○                  | ×                  | ×                  | 2021년 1월 5일   | 중앙선                                    | 충청북도 제천시       |
| 진부       | Jinbu             | 珍富       | ×                  | ×                  | ○                  | ×                  | ×                  | 2017년 12월 22일 | 강릉선                                    | 강원특별자치도 평창군 |
| 진영       | Jinyeong          | 進永       | ○                  | ○                  | ×                  | ×                  | ○                  | 2010년 12월 15일 | 경전선                                    | 경상남도 김해시       |
| 진주       | Jinju             | 晋州       | ○                  | ○                  | ×                  | ×                  | ○                  | 2012년 12월 5일  | 경전선                                    | 경상남도 진주시       |
| 창원       | Changwon          | 昌原       | ○                  | ○                  | ×                  | ×                  | ○                  | 2010년 12월 15일 | 경전선                                    | 경상남도 창원시       |
| 창원중앙   | Changwonjungang   | 昌原中央   | ○                  | ○                  | ×                  | ×                  | ○                  | 2010년 12월 15일 | 경전선                                    | 경상남도 창원시       |
| 천안아산   | Cheonan-Asan      | 天安牙山   | ○                  | ○                  | ×                  | ×                  | ○                  | 2004년 4월 1일   | 경부선 경전선 동해선 호남선 전라선        | 충청남도 아산시       |
| 청량리     | Cheongnyangni     | 淸涼里     | ×                  | ×                  | ○                  | ×                  | ×                  | 2017년 12월 22일 | 중앙선 강릉선                             | 서울특별시 동대문구   |
| 충주       | Chungju           | 忠州       | ×                  | ×                  | ○                  | ×                  | ×                  | 2021년 12월 31일 | 중부내륙선                                | 충청북도 충주시       |
| 판교       | Pangyo            | 板橋       | ×                  | ×                  | ○                  | ×                  | ×                  | 2023년 12월 28일 | 중부내륙선                                | 경기도 성남시         |
| 평창       | Pyeongchang       | 平昌       | ×                  | ×                  | ○                  | ×                  | ×                  | 2017년 12월 22일 | 강릉선                                    | 강원특별자치도 평창군 |
| 평택지제   | PyeongtaekJije    | 平澤芝制   | ×                  | ×                  | ×                  | ×                  | ○                  | 2016년 12월 9일  | 경부선 호남선                             | 경기도 평택시         |
| 포항       | Pohang            | 浦項       | ○                  | ○                  | ×                  | ×                  | ○                  | 2015년 4월 2일   | 동해선                                    | 경상북도 포항시       |
| 풍기       | Punggi            | 豊基       | ×                  | ×                  | ○                  | ×                  | ×                  | 2021년 1월 5일   | 중앙선                                    | 경상북도 영주시       |
| 행신       | Haengsin          | 幸信       | ○                  | ○                  | ○                  | ×                  | ×                  | 2004년 4월 1일   | 경부선 경전선 동해선 호남선 전라선 강릉선 | 경기도 고양시         |
| 횡성       | Hoengseong        | 橫城       | ×                  | ×                  | ○                  | ×                  | ×                  | 2017년 12월 22일 | 강릉선                                    | 강원특별자치도 횡성군 |

## 소재지별
| 행정 구역      | 행정 구역 | 역명       | 주소                                                 |
| -------------- | --------- | ---------- | ---------------------------------------------------- |
| 서울특별시     | 용산구    | 서울       | 서울특별시 용산구 한강대로 405(동자동)               |
| 서울특별시     | 용산구    | 용산       | 서울특별시 용산구 한강대로23길 55(한강로3가)         |
| 서울특별시     | 동대문구  | 청량리     | 서울특별시 동대문구 왕산로 214(전농동)               |
| 서울특별시     | 중랑구    | 상봉       | 서울특별시 중랑구 망우로 297(상봉동)                 |
| 서울특별시     | 영등포구  | 영등포     | 서울특별시 영등포구 경인로 846(영등포동)             |
| 서울특별시     | 강남구    | 수서       | 서울특별시 강남구 밤고개로 99(수서동)                |
| 경기도         | 수원시    | 수원       | 경기도 수원시 팔달구 덕영대로 924(매산로1가)         |
| 경기도         | 성남시    | 판교       | 경기도 성남시 분당구 판교역로 지하160(백현동)        |
| 경기도         | 광명시    | 광명       | 경기도 광명시 광명역로 21(일직동)                    |
| 경기도         | 평택시    | 평택지제   | 경기도 평택시 경기대로 777(지제동)                   |
| 경기도         | 고양시    | 행신       | 경기도 고양시 덕양구 소원로 102(강매동)              |
| 경기도         | 남양주시  | 덕소       | 경기도 남양주시 와부읍 덕소로 56(덕소리)             |
| 경기도         | 이천시    | 부발       | 경기도 이천시 부발읍 신아로 87(아미리)               |
| 경기도         | 화성시    | 동탄       | 경기도 화성시 동탄역로 지하151(오산동)               |
| 경기도         | 여주시    | 가남       | 경기도 여주시 가남읍 설가로 830-9(태평리)            |
| 경기도         | 양평군    | 양평       | 경기도 양평군 양평읍 역전길 30(양근리)               |
| 대전광역시     | 동구      | 대전       | 대전광역시 동구 중앙로 215(정동)                     |
| 대전광역시     | 중구      | 서대전     | 대전광역시 중구 오류로 23(오류동)                    |
| 충청남도       | 공주시    | 공주       | 충청남도 공주시 이인면 새빛로 100(신영리)            |
| 충청남도       | 아산시    | 천안아산   | 충청남도 아산시 배방읍 희망로 100(장재리)            |
| 충청남도       | 논산시    | 논산       | 충청남도 논산시 해월로 236-12(반월동)                |
| 충청남도       | 계룡시    | 계룡       | 충청남도 계룡시 두마면 팥거리로 95(두계리)           |
| 충청북도       | 청주시    | 오송       | 충청북도 청주시 흥덕구 오송읍 오송가락로 123(봉산리) |
| 충청북도       | 충주시    | 앙성온천   | 충청북도 충주시 앙성면 가곡로 1390-22(돈산리)        |
| 충청북도       | 충주시    | 충주       | 충청북도 충주시 충원대로 539(봉방동)                 |
| 충청북도       | 제천시    | 제천       | 충청북도 제천시 의림대로 1(영천동)                   |
| 충청북도       | 음성군    | 감곡장호원 | 충청북도 음성군 감곡면 왕장리 312-2                  |
| 충청북도       | 단양군    | 단양       | 충청북도 단양군 단양읍 단양로 896(증도리)            |
| 광주광역시     | 광산구    | 광주송정   | 광주광역시 광산구 상무대로 201(송정동)               |
| 전라남도       | 목포시    | 목포       | 전라남도 목포시 영산로 98(호남동)                    |
| 전라남도       | 여수시    | 여수엑스포 | 전라남도 여수시 망양로 2(덕충동)                     |
| 전라남도       | 여수시    | 여천       | 전라남도 여수시 시청로 200(여천동)                   |
| 전라남도       | 순천시    | 구례구     | 전라남도 순천시 황전면 섬진강로 217(선변리)          |
| 전라남도       | 순천시    | 순천       | 전라남도 순천시 팔마로 135(덕암동)                   |
| 전라남도       | 나주시    | 나주       | 전라남도 나주시 나주역길 56(송월동)                  |
| 전라남도       | 곡성군    | 곡성       | 전라남도 곡성군 곡성읍 곡성로 920(읍내리)            |
| 전라남도       | 장성군    | 장성       | 전라남도 장성군 장성읍 역전로 87(영천리)             |
| 전북특별자치도 | 전주시    | 전주       | 전북특별자치도 전주시 덕진구 동부대로 680(우아동3가) |
| 전북특별자치도 | 익산시    | 익산       | 전북특별자치도 익산시 익산대로 153(창인동2가)        |
| 전북특별자치도 | 정읍시    | 정읍       | 전북특별자치도 정읍시 서부산업도로 305(연지동)       |
| 전북특별자치도 | 남원시    | 남원       | 전북특별자치도 남원시 교룡로 71(신정동)              |
| 전북특별자치도 | 김제시    | 김제       | 전북특별자치도 김제시 두월로 198(신풍동)             |
| 부산광역시     | 동구      | 부산       | 부산광역시 동구 중앙대로 206(초량동)                 |
| 부산광역시     | 북구      | 구포       | 부산광역시 북구 구포만세길 82(구포동)                |
| 경상남도       | 창원시    | 마산       | 경상남도 창원시 마산회원구 마산역광장로 18(합성동)   |
| 경상남도       | 창원시    | 창원       | 경상남도 창원시 의창구 의창대로 67(동정동)           |
| 경상남도       | 창원시    | 창원중앙   | 경상남도 창원시 의창구 상남로 381(용동)              |
| 경상남도       | 진주시    | 진주       | 경상남도 진주시 진주역로 130(가좌동)                 |
| 경상남도       | 김해시    | 진영       | 경상남도 김해시 진영읍 김해대로 809(설창리)          |
| 경상남도       | 밀양시    | 밀양       | 경상남도 밀양시 중앙로 62(가곡동)                    |
| 경상남도       | 양산시    | 물금       | 경상남도 양산시 물금읍 황산로 347(물금리)            |
| 울산광역시     | 울주군    | 울산       | 울산광역시 울주군 삼남읍 울산역로 177(신화리)        |
| 대구광역시     | 동구      | 동대구     | 대구광역시 동구 동대구로 550(신암동)                 |
| 대구광역시     | 서구      | 서대구     | 대구광역시 서구 북비산로 55(이현동)                  |
| 경상북도       | 포항시    | 포항       | 경상북도 포항시 북구 흥해읍 포항역로 1(이인리)       |
| 경상북도       | 경주시    | 경주       | 경상북도 경주시 건천읍 신경주역로 80(화천리)         |
| 경상북도       | 김천시    | 김천(구미) | 경상북도 김천시 남면 혁신1로 51(옥산리)              |
| 경상북도       | 안동시    | 안동       | 경상북도 안동시 경동로 122-16(송현동)                |
| 경상북도       | 영주시    | 영주       | 경상북도 영주시 선비로 64(휴천동)                    |
| 경상북도       | 영주시    | 풍기       | 경상북도 영주시 풍기읍 인삼로 1(서부리)              |
| 경상북도       | 경산시    | 경산       | 경상북도 경산시 중앙로 1(사정동)                     |
| 강원특별자치도 | 원주시    | 만종       | 강원특별자치도 원주시 호저면 운동들2길 21-33(만종리) |
| 강원특별자치도 | 원주시    | 서원주     | 강원특별자치도 원주시 지정면 지정로 145(간현리)      |
| 강원특별자치도 | 원주시    | 원주       | 강원특별자치도 원주시 북원로 1860(무실동)            |
| 강원특별자치도 | 강릉시    | 강릉       | 강원특별자치도 강릉시 용지로 176(교동)               |
| 강원특별자치도 | 강릉시    | 정동진     | 강원특별자치도 강릉시 강동면 정동역길 17(정동진리)   |
| 강원특별자치도 | 동해시    | 동해       | 강원특별자치도 동해시 동해역길 69(송정동)            |
| 강원특별자치도 | 동해시    | 묵호       | 강원특별자치도 동해시 해안로 520(발한동)             |
| 강원특별자치도 | 횡성군    | 둔내       | 강원특별자치도 횡성군 둔내면 고원로 116(자포곡리)    |
| 강원특별자치도 | 횡성군    | 횡성       | 강원특별자치도 횡성군 횡성읍 덕고로 591(생운리)      |
| 강원특별자치도 | 평창군    | 진부       | 강원특별자치도 평창군 진부면 송정길 120(송정리)      |
| 강원특별자치도 | 평창군    | 평창       | 강원특별자치도 평창군 용평면 평창대로 1715(재산리)   |

## 같이 보기
- 한국고속철도
- 수서고속철도